# Middlebury (miasto w Vermont)
Middlebury – miasto w Stanach Zjednoczonych, w stanie Vermont, w hrabstwie Addison.